# 福島県立小野高等学校
福島県立小野高等学校（ふくしまけんりつ おのこうとうがっこう）は、福島県田村郡小野町に所在する県立高等学校。福島県石川郡平田村に平田校があった。

## 概要
- かつて設置されていた農業系学科・商業系学科の実習施設を活用した総合学科を有する高校である。

## 設置学科
- 全日制課程　
  - 総合学科

## 沿革
- 1942年 - 福島県田村農蚕学校として開校する。
- 1947年 - 県へ移管、福島県立田村農蚕学校となる。
- 1948年 - 学制改革により、福島県立田村農業高等学校となる。
- 1952年 - 福島県立小野新町高等学校に改称する。
- 1955年 - 福島県立小野高等学校に改称する。
- 1988年 - 商業科を設置し、普通科4クラスとなる。
- 1988年 - 設置学科農業科・家政科募集停止、産業技術科を新設する。
- 1998年 - 設置学科を総合学科に転換する。
- 2014年 - 同校放送部が、福島県主催の「笑顔をつなげよう。動画コンテスト」で最優秀賞受賞

## 部活動

### 運動部
- 野球部
- 陸上競技部
- 硬式テニス部
- バスケットボール部
- バレーボール部
- バドミントン部
- 卓球部
- 剣道部
- 弓道部

### 文化部
- 吹奏楽部
- 放送部
- 美術部

## 交通
- JR磐越東線小野新町駅下車徒歩20分
- JR小野新町駅・磐城石川駅より福島交通バス利用小野高校バス停下車
  - 上記バス路線は2007年3月まではJRバス関東磐城北線であった。